# Spur (Texas)
Spur è una città della contea di Dickens, Texas, Stati Uniti. Al censimento del 2010, la popolazione era di 1 318 abitanti.

## Geografia fisica
Secondo lo United States Census Bureau, ha un'area totale di 1,6 mi² (4,14 km²).

## Società

### Evoluzione demografica
Secondo il censimento del 2010, la popolazione era di 1 318 abitanti.

### Etnie e minoranze straniere
Secondo il censimento del 2010, la composizione etnica della città era formata dall'80,4% di bianchi, il 6,7% di afroamericani, l'1,6% di nativi americani, lo 0,6% di asiatici, lo 0,0% di oceanici, il 9,5% di altre razze, e l'1,2% di due o più etnie. Ispanici o latinos di qualunque razza erano il 39,4% della popolazione.